# عولي (همدان)

تعديل مصدري - تعديل

عولي هي إحدى قرى عزلة جشم بمديرية همدان التابعة لمحافظة صنعاء، بلغ تعداد سكانها 714 نسمة حسب تعداد اليمن لعام 2004.
يوجد فيها حصن تأريخي اسمه (حصن عولي) فيه بابان الباب الرئيسي واسمه (باب القرية) والباب الثاني اسمه (باب النصر)

تشتهر بزراعه الحبوب ومنها (البر ، الشعير ، الذرةالبيضاء ، الذرةالحمراء ، البقوليات ) 
كما تشتهر بزراعه القات